# Amundi
Amundi — французская компания по управлению активами, крупнейшая в Европе и в десятке крупнейших в мире. Около 70 % акций принадлежит Crédit Agricole. Управляет активами 100 млн розничных клиентов и 1500 институциональных на сумму более 1,8 трлн евро, работает в 35 странах.

## История
Отдел по управлению активами в Crédit Agricole был создан в 1950 году, зарегистрирован как дочерняя компания 6 ноября 1978 года. Подобный отдел в Société Générale был основан в 1964 году. В 2010 году дочерние компании по управлению активами двух банков были объединены в компанию Amundi, 75 % акций в ней принадлежало Crédit Agricole, а 25 % — Société Générale. На момент создания компании активы под управлением составляли 670 млрд евро, в 2016 году пересекли отметку в триллион евро. В 2014 году соотношение долей стало 80 к 20 процентами, а 12 ноября 2015 года акции компании были размещены на бирже Euronext Paris (все 20 % Société Générale и 4,25 % принадлежащие Crédit Agricole.
В феврале 2015 года была куплена австрийская компания Bawag PSK Invest, переименованная в Amundi Austria. В августе 2016 года была куплена ирландская компания Kleinwort Benson Investors (KBI Global Investors). В июле 2017 года у UniCredit за 3,5 млрд евро была приобретена дочерняя компания по управлению активами Pioneer Investments Group (часть средств на покупку была получена сокращением доли Crédit Agricole в Amundi до 70 %). В начале 2020 года у испанского банка Sabadell за 430 млн евро была куплена компания Sabadell AM. В сентябре 2020 года в КНР было создано совместное предприятие с Bank of China Amundi BOC Wealth Management (55 % у Amundi).

## Руководство
- Ив Перрье (Yves Perrier) — председатель совета директоров с 2021 года, до этого с 2007 года был главным исполнительным директором[2].
- Валери Бодсон (Valérie Baudson) — главный исполнительный директор с 2021 года, в компании с 2006 года[1].

## Деятельность
Около половины выручки компании приходится на Францию, около 70 % — на обслуживание розничных клиентов. Розничным клиентам инвестиционные продукты предлагаются через сети отделений банков-партнёров: Crédit Agricole и Société Générale (Франция, Италия, Чехия и Польша), UniCredit (Италия, Германия, Австрия, Восточная Европа), Banco Sabadell (Испания), Resona Holdings (Япония), Bank of China и Agricultural Bank of China (КНР), NongHyup (Республика Корея), State Bank of India (Индия) и другие.
Из активов под управлением 54 % приходится на Францию, 10 % — Италию, 13 % на другие страны Европы, 17 % на страны Азии, 4 % на Америку. На страховые дочерние компании финансовых групп Crédit Agricole и Société Générale приходится 27 % активов, принятых на инвестирование, 33 % — на других институциональных клиентов, 26 % — на розничных клиентов, 14 % — на совместные предприятия. Основными типами вложения активов являются ценные бумаги с фиксированной доходностью (облигации) — 46 % и акции — 18 %.
Компания намерена постепенно вывести средства из американских активов и вложить их в китайские.
В компании работает 4586 сотрудников, из них 2193 во Франции, 1485 в других странах Европы, 477 в Северной Америке, 163 в Японии, 167 в других странах Азии. Дочерние компании имеются в Австрии, Армении, Бельгии, Болгарии, Великобритании, Венгрии, Германии, Гонконге, Греции, Индии, Ирландии, Испании, Италии, Канаде, КНР, Люксембурге, Малайзии, Марокко, Мексике, Нидерландах, ОАЭ, Польше, Республике Корея, Румынии, Сингапуре, Словакии, США, Таиланде, Тайване, Чехии, Чили, Швейцарии, Японии.